# 上嶌一高
上嶌 一高（うえしま かずたか、1963年11月 - ）は、日本の法学者。専門は刑法。関西学院大学教授。指導教官は芝原邦爾。

## 略歴
- 1982年 - 三重県立伊勢高等学校卒業
- 1986年 - 東京大学法学部卒業
- 1986年 - 東京大学法学部学士助手
- 1989年 - 金沢大学法学部助教授
- 1993年 - 神戸大学法学部助教授
- 1996年 - ヴュルツプルク大学(ドイツ)において、1998年3月まで約2年間、ウルリッヒ・ズィーバー教授の下で在外研究。
- 1999年 - 神戸大学法学部教授
- 2000年 - 神戸大学大学院法学研究科教授
- 2023年 - 関西学院大学大学院司法研究科教授